# José Augusto da Áustria
José Augusto Vítor Clemente Maria de Habsburgo-Lorena (em húngaro: Habsburg-Lotaringiai József Ágost Viktor Kelemen Mária; Alcsút, 9 de agosto de 1872 – Rain, 6 de julho de 1962) foi Regente da Hungria entre 1918 e 1919. Com a revolução de 1918, foi afastado da regência, mas o fracasso do movimento restaurou-o no cargo até 1919, quando foi forçado a renunciar devido ao seu apoio ao imperador Carlos I da Áustria.
Tendo ingressado na carreira militar, o arquiduque José Augusto foi nomeado marechal de campo do Exército Imperial Austro-Húngaro durante a Primeira Guerra Mundial. Ele então lutou principalmente contra o Império Russo, na frente oriental, e a Itália na frente sul do Império.

## Família

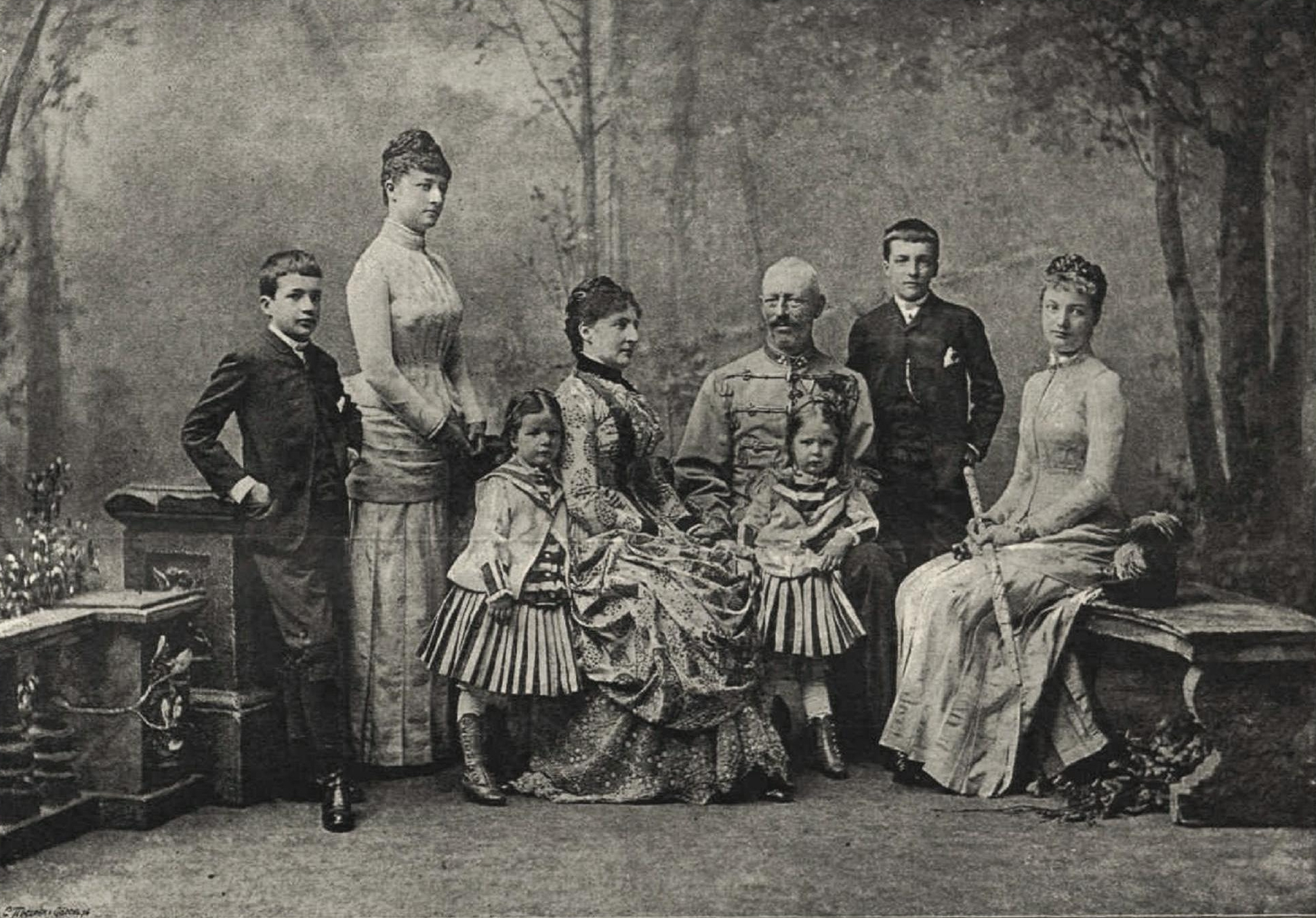
A família de José Augusto em 1889.

O arquiduque José Augusto foi o quarto filho, primeiro menino, do arquiduque José Carlos da Áustria com sua esposa a princesa Clotilde de Saxe-Coburgo-Gota. Pertencia à Casa de Habsburgo-Lorena através de seu pai. Era bisneto do imperador Leopoldo II do Sacro Império Romano-Germânico na linhagem masculina, através de seu filho José, Palatino da Hungria.
A mãe de José Augusto era a a princesa Clotilde de Saxe-Coburgo-Gota, neta materna do rei Luís Filipe I da França através de sua filha a princesa Clementina de Orleães. Clotilde pertencia à Casa de Saxe-Coburgo-Gota e era prima de segundo grau da rainha Vitória do Reino Unido e de seu marido o príncipe Alberto de Saxe-Coburgo-Gota, e dos reis Leopoldo II da Bélgica e Luís I de Portugal, e do duque Ernesto II de Saxe-Coburgo-Gota.
Em 15 de novembro de 1893, casou-se em Munique, Baviera, com a princesa Augusta da Baviera, filha do príncipe Leopoldo da Baviera e da arquiduquesa Gisela da Áustria, filha do imperador Francisco José I. Desta união nasceram seis filhos:
- José Francisco (1895-1957). Casou-se com a princesa Ana da Saxônia.
- Gisela (1897-1901)
- Sofia (1899-1978)
- Ladislau (1901-1946)
- Matias (1905-1905)
- Madelena (1909-2000)

## Biografia

### Carreira militar

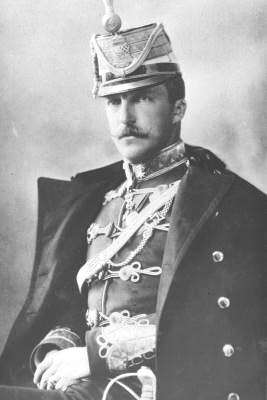
José Augusto em 1900.

Na adolescência, o arquiduque José Augusto estudou no Benediktinergymnasium em Raab, Hungria.
Ele se juntou ao exército austro-húngaro e foi nomeado tenente da infantaria em 26 de abril de 1890. Um ano depois, em 24 de março de 1891 ele recebeu do imperador Francisco José I, a Ordem do Tosão de Ouro. Em 27 de março de 1893 foi nomeado oberleutnant.
Em 1894, o arquiduque José Augusto juntou-se ao Sexto Regimento de Dragões Austríaco e foi neste corpo que ele foi promovido ao posto de rittmeister, em 1 de novembro de 1898. Em 1 de maio de 1902, ele se torna major e é transferido para o primeiro regimento dos Hussardos. Em 1 de novembro de 1903, foi nomeado tenente-coronel e assumiu o comando de seu próprio regimento no mês de julho seguinte. Dois anos depois, em 1 de maio de 1905, foi nomeado coronel. Além de suas funções no Exército Imperial, o arquiduque estudou direito na Universidade de Budapeste.
Em 1 de novembro de 1908, ele foi promovido a major-general e pouco depois assumiu o comando da 79ª Brigada de Infantaria. Em 1 de março de 1911, ele se torna marechal de campo.

### Primeira Guerra Mundial

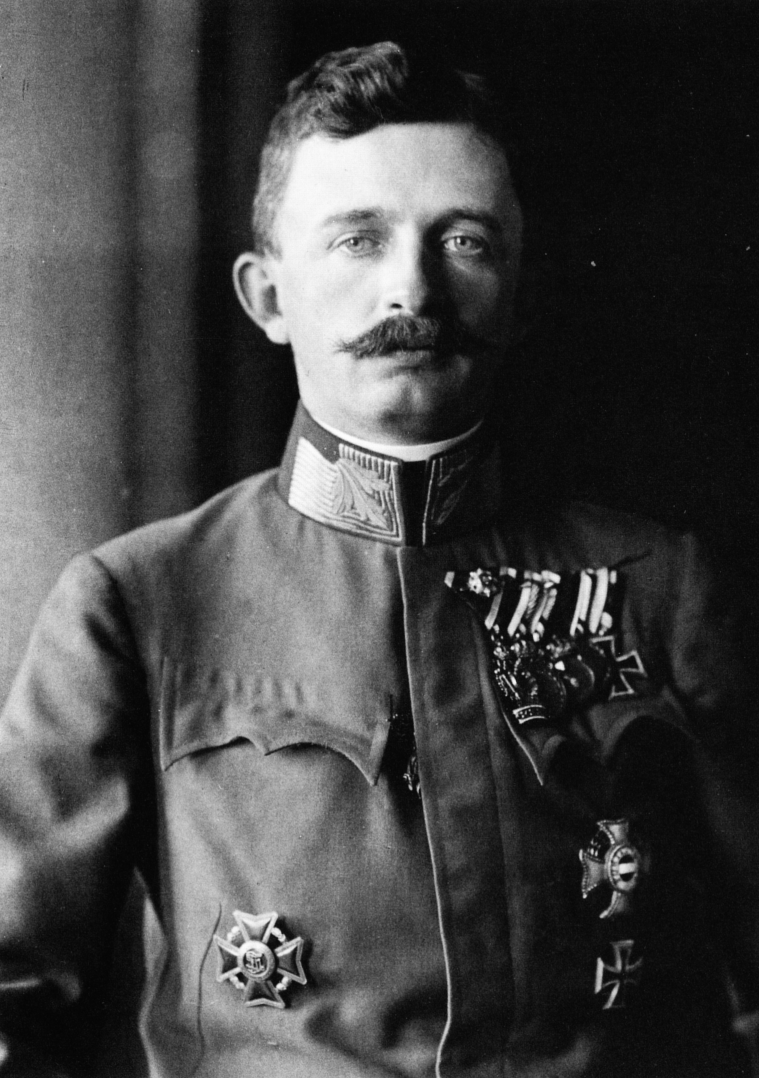
O imperador Carlos I da Áustria.

Quando a Primeira Guerra Mundial eclodiu em 1914, a divisão do arquiduque José Augusto combateu pela primeira vez na frente sul do Império e depois na frente galícia. Em 1 de novembro de 1914, o arquiduque foi promovido a general da cavalaria. Pouco depois, ele foi enviado para os Cárpatos, onde lutou até a Itália entrar na guerra. Ele foi então transferido para a fronteira da Caríntia antes de participar das Batalhas do Isonzo.
O arquiduque lutou na frente italiana até novembro de 1916. Ele se destacou por sua bravura e, acima de tudo, por sua capacidade de liderar as tropas húngaras que comandava. Ele também recebeu, nesta ocasião, várias distinções alemãs, austríacas e turcas. Em 1 de novembro de 1916, o arquiduque é nomeado comandante dos exércitos austro-húngaros que lutam na Frente Oriental contra a Rússia e a Romênia. Ele foi então promovido ao posto de generaloberst. Com suas tropas, ele reconquistou a parte oriental da Transilvânia e iniciou negociações de armistício.
Em janeiro de 1918, o arquiduque assumiu o comando do 6º Comando do Exército Austro-Húngaro, lutando no sul do império. Mais uma vez, José Augusto mostra um comportamento heroico. Em junho de 1918, ele conseguiu reorganizar suas tropas e trazê-las ao Piave. Em julho, ele foi enviado para Tirol, onde dirige os 10º e 11º Comandos. No final de outubro 1918, foi enviado para a frente dos Bálcãs.

### Fim da monarquia e regência de Horthy

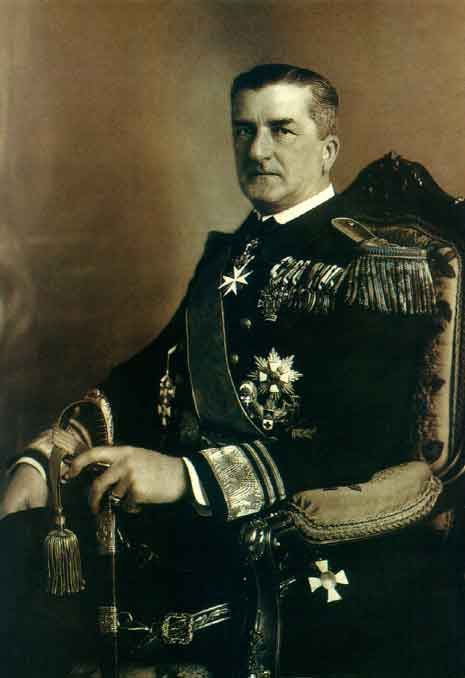
Miklós Horthy, sucessor do arquiduque como regente da Hungria.

Em 27 de outubro de 1918, o imperador Carlos I nomeia o arquiduque José Augusto Marechal de Campo e "régio homo" (literalmente, "Homem do Rei") na Hungria. Temendo as ambições de independência dos magiares, o imperador deseja de fato desfrutar da popularidade de seu primo para não perder seu trono. No entanto, algumas semanas após sua promoção, o arquiduque pediu para ser dispensado de seu juramento de fidelidade.
Imediatamente depois, José Augusto iniciou negociações com a classe política húngara e nomeou o conde János Hadik como chefe de um novo governo nacional em 29 de outubro de 1918. No entanto, todos os esforços do arquiduque para estabilizar a Hungria foram frustrados pela eclosão de uma revolução comunista em 31 de outubro de 1918. Em 11 de novembro, o imperador foi forçado a abdicar e em 16 de novembro foi proclamada a República Democrática da Hungria.
A República Soviética Húngara de Bela Kun coloca o arquiduque sob prisão domiciliar Alcsút. Apesar de tudo, José Augusto é tão popular entre os húngaros que os revolucionários não ousam colocar as mãos nele e em sua família. Após a queda, em 6 de agosto, do regime bolchevique, o arquiduque reassumiu a chefia do Estado húngaro, com o título de regente. O príncipe então nomeia István Friedrich como primeiro-ministro e confirma o almirante Miklós Horthy como chefe do exército húngaro.
De volta ao poder, o arquiduque busca promover a restauração do imperador Carlos I, apresentada pela primeira vez em Viena e Budapeste em 1918. No entanto, os Aliados temem que o retorno do imperador desestabilize a Europa Central e pressionem o governo húngaro para que José Augusto renuncie à regência. Em 23 de agosto de 1919, o arquiduque, então, abandona a regência. Em 1 de março de 1920, o almirante Horthy é eleito o novo regente do restaurado Reino da Hungria. Apesar de tudo, José Augusto não abandonou completamente a política e o novo chefe de Estado o nomeia para a Câmara Alta em 1927..
O apoio de seu cunhado o oficial Zoltán Decleva, casado com sua a irmã do arquiduque Isabel Henriqueta, ao almirante Horthy, e os rumores que José Augusto aspirava subir ao trono da Hungria ocasionaram uma rixa na família - a imperatriz Zita cortou relações com o arquiduque. Somente na década de 1950 as relações familiares foram retomadas.

### Últimos anos
Ao contrário de vários de seus primos austríacos presos pelo regime de Adolf Hitler ou forçados a fugir da Europa com o avanço das tropas nazistas, José Augusto não é ameaçado pela ascensão do fascismo nas décadas de 1930 e 1940. Pelo contrário, aproveitou-se de seus vínculos com o regime de Horthy, que lhe oferecia proteção, e não foi afetado pela Segunda Guerra Mundial.
O avanço das tropas soviéticas na Europa Oriental, no entanto, forçou o arquiduque, sua esposa e seus filhos a fugir da Hungria em 1944 e se estabelecer nos Estados Unidos. Após a guerra, ele retornou à Europa e estabeleceu-se com sua irmã, a princesa Margarida  de Thurn e Taxis, em Ratisbona, Alemanha Ocidental. Sua irmã Isabel Henriqueta, simpática ao nazismo, também estava vivendo com sua irmã na Alemanha.
Após a morte de Horthy, em Fevereiro de 1957, o arquiduque José é condecorado com a Ordem de Vitéz. Pouco depois, os membros exilados da ordem, oficialmente dissolvidos pela República Húngara, elegeram-no capitão-geral.
José Augusto morre em Rain, Baviera em 6 de julho de 1962, aos 89 anos, e é enterrado no cemitério da cidade.
Somente em 1992, os restos mortais do arquiduque e da sua esposa foram transferidos para a necrópole dos Habsburgos na Hungria, no Castelo de Buda.